# Bassins du Petit et Grand Palais
L'ensemble des six petits bassins disposés autour du Grand et du Petit Palais se situe le long de l'avenue des Champs-Élysées et de l'avenue Winston-Churchill, dans le 8e arrondissement de Paris.

## Historique
La construction du Grand et du Petit Palais fait partie du plan d'aménagement de la partie basse des Champs-Élysées, pour créer un ensemble architectural valorisant la perspective entre les Champs-Élysées et les Invalides. C'est en vue de l'Exposition universelle de 1900 que ce plan d'aménagement est mis en place, entre 1897 et 1900.

Carte des jardins des Champs-Élysées.

## Description
Les six fontaines en pierre blanche avec des bassins très simples ornent les abords des deux musées.
Au nord, les deux petits bassins aux formes rectangulaires sont installés sur la promenade de l'avenue des Champs-Élysées, de part et d'autre de l'avenue Winston-Churchill et de la place Clemenceau, à l'ouest côté Grand Palais (square de Berlin), à l'est côté Petit Palais. Au centre de chaque bassin se dressait à l'origine une gerbe de roseaux en fonte d'où jaillissaient de nombreux jets d'eau. Ces gerbes sont remplacées au milieu des années 2010 par les dauphins en bronze, œuvres de Joseph Bouvard et Jean-Baptiste Gravigny, qui ornaient depuis 1883 les fontaines de la place de la République, laquelle a été réaménagée.
Aux extrémités de l'avenue Winston-Churchill, les quatre autres fontaines, plus petites et aux formes arrondies, apportent de la fraicheur aux promeneurs avec un jet d'eau plus important. À côté de la fontaine ronde du côté sud du Petit Palais, jardin des Abords-du-Petit-Palais, une statue de Winston Churchill en marche agrémente le paysage. À l'opposé, une statue de Georges Clemenceau debout sur un rocher vient s'ajouter à la composition.

## Galerie

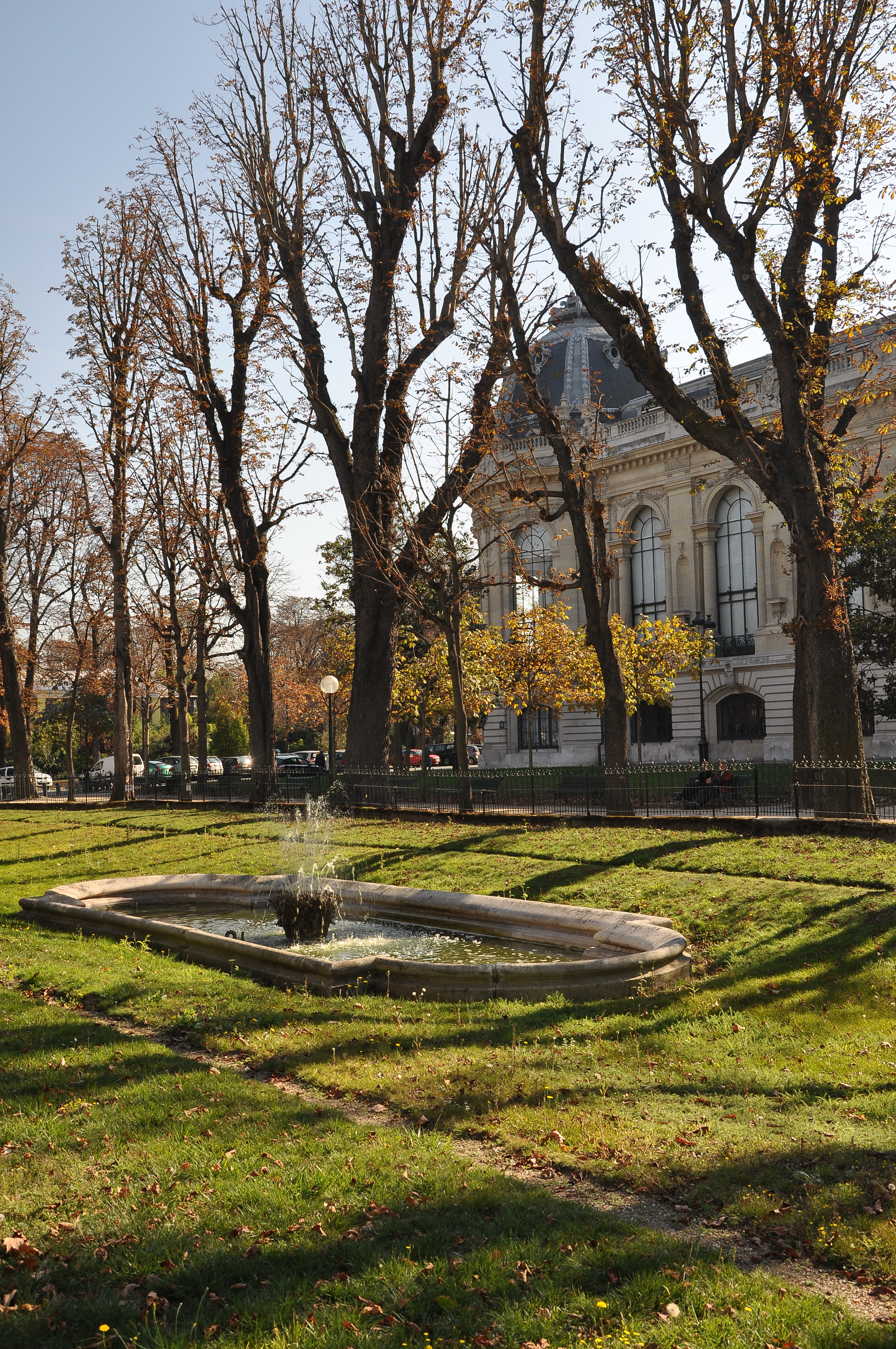
Bassin rectangulaire du Petit Palais (gerbe de roseaux).
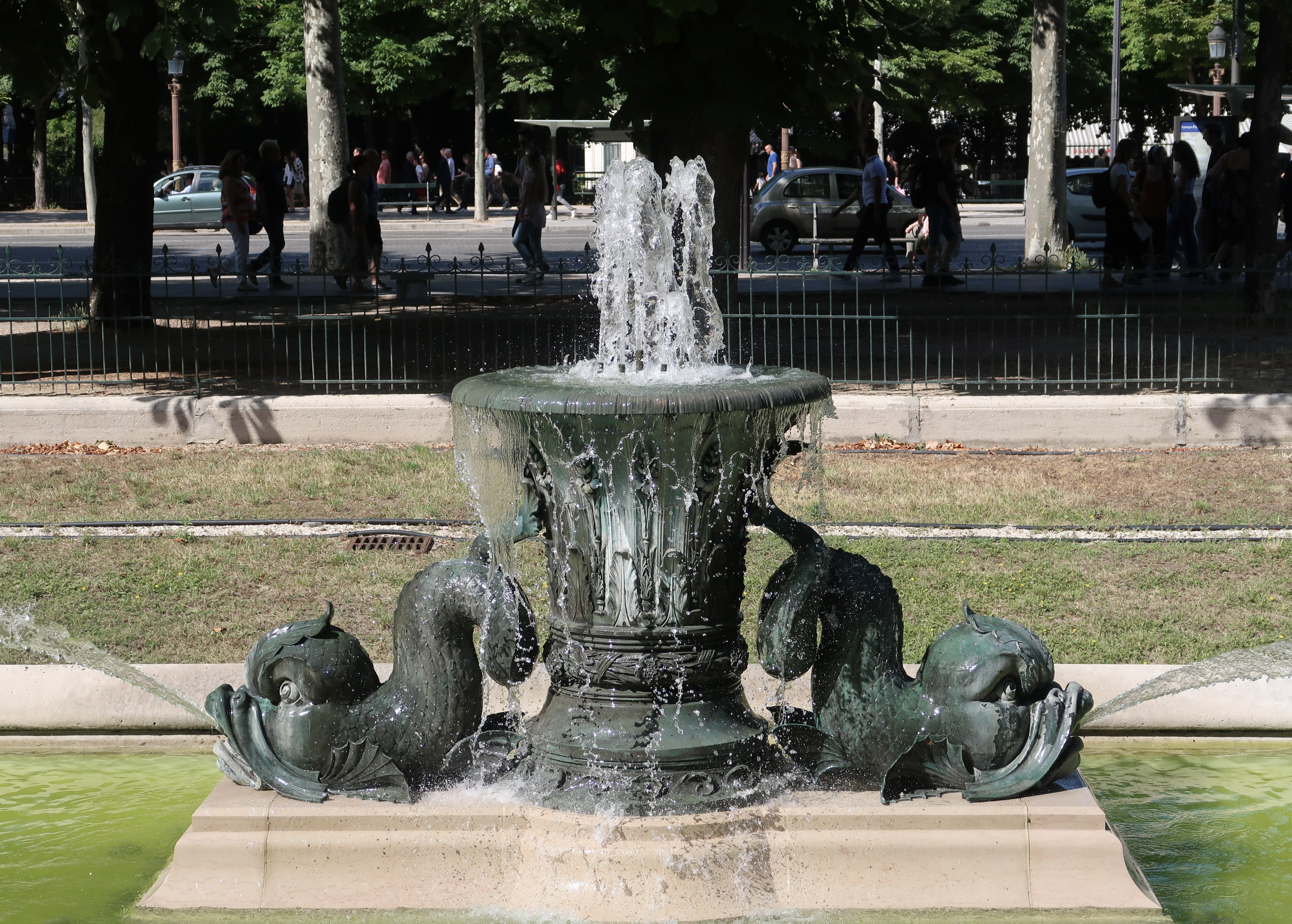
Les dauphins du bassin du Grand Palais remplaçant la gerbe de roseaux.
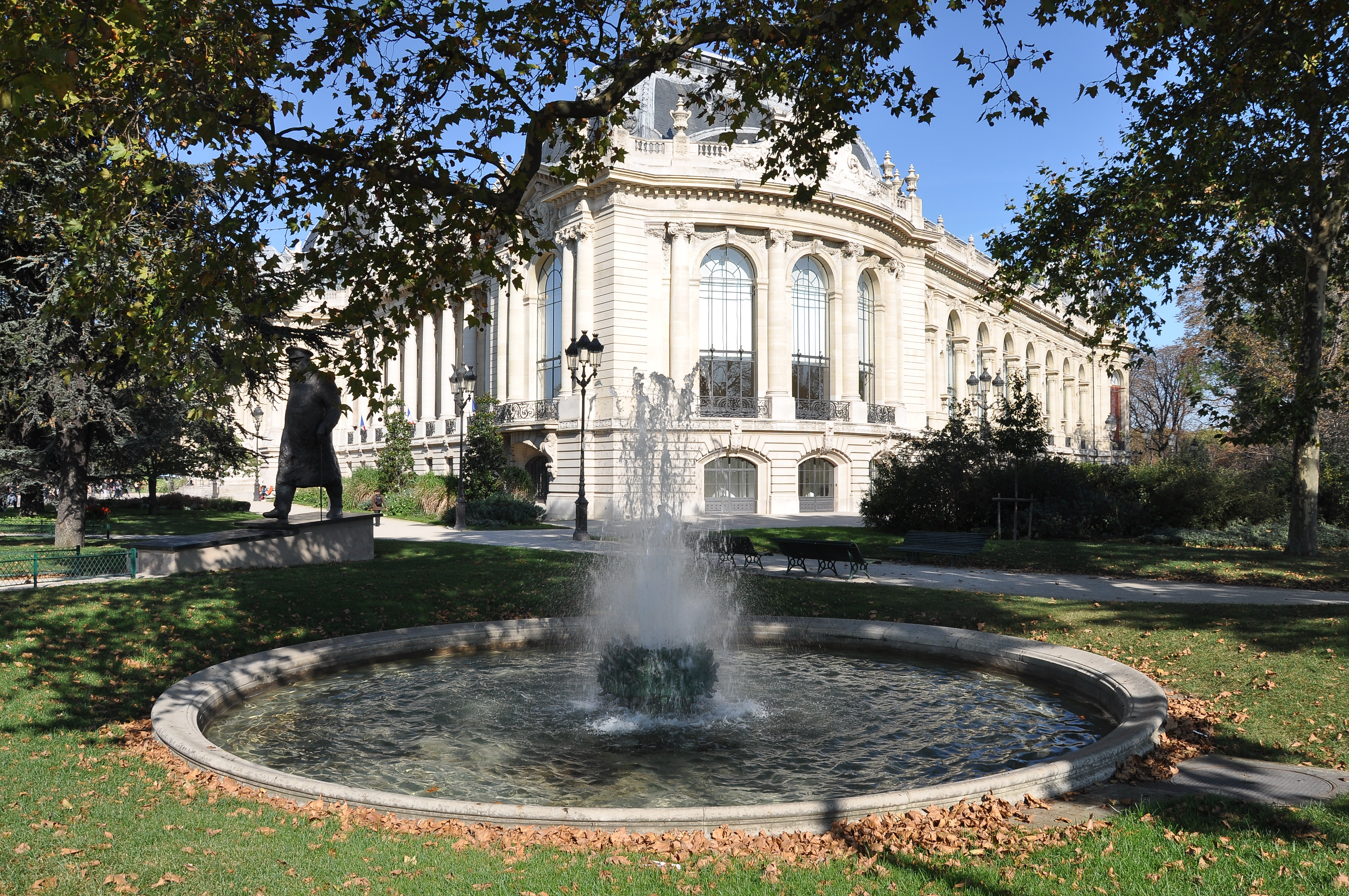
Fontaine ronde côté sud du Petit Palais.

## Confusion
D'autres fontaines (fontaine des Ambassadeurs, fontaine du Cirque, fontaine de Diane et fontaine de la Grille du Coq), construites vers 1840 par l'architecte Jacques Hittorff et le sculpteur Jean-Auguste Barre, parcourent les jardins, de part et d'autre de l'avenue des Champs-Élysées.